# Michael Tonge
Michael William Eric Tonge (* 7. April 1983 in Manchester) ist ein ehemaliger englischer Fußballspieler.

## Karriere

### Sheffield United
Tonge spielte in der Jugend in diversen Jugendmannschaften von Manchester United, bis er von Steve Bruce zu Sheffield United geholt wurde. Im April 2001 stand Tonge erstmals im Kader der ersten Mannschaft. Beim 1:1 gegen die Bolton Wanderers feierte Tonge sein Startelfdebüt. Sein erstes Pflichtspieltor erzielte er in der darauffolgenden Saison, als ihm der 1:0-Siegtreffer gegen Crewe Alexandra gelang.
Aufgrund guter Leistungen weckte Tonge das Interesse zahlreicher Spitzenklubs unter anderem des FC Liverpool, insbesondere nachdem Tonge im Halbfinale des League Cups beide Treffer zum 2:1-Sieg erzielte. Schließlich wurde er erstmals für die englische Jugendnationalmannschaft berufen. In acht Jahren bei Sheffield bestritt Tonge über 300 Pflichtspiele.

### Stoke City
Am 1. September 2008 unterzeichnete Tonge einen Vertrag beim Erstligisten Stoke City. Gegen den FC Everton feierte er am 14. September seine Premiere. Dennoch gelang es ihm nicht sich dauerhaft in der Mannschaft zu behaupten, weshalb er auf nur zehn Ligaeinsätze kam. Am 19. November 2009 wurde er an Preston North End verliehen, wo er am 23. November gegen Newcastle United erstmals zum Einsatz kam. In der Rückrunde wurde Tonge an Derby County verliehen, wo er am 6. März 2010 gegen den FC Watford sein erstes Tor erzielte. Nach seiner Rückkehr zu Stoke City kam Tonge zu Beginn der Saison zu zwei Einsätzen. Dennoch wurde er kurze Zeit später erneut zu Preston verliehen, wo er am 4. Dezember 2010 gegen Cardiff City sein erstes Tor erzielen konnte.
In der Saison 2012/13 wurde sein ehemaliger Coach Neil Warnock aus gemeinsamen Sheffield Zeiten auf ihn aufmerksam. Er konnte ein Leihgeschäft mit Stoke arrangieren, sodass Tongue nun bei Leeds United FC zum Saisonziel, dem Aufstieg in die oberste Spielklasse, beitragen kann. Im Winter 2013 wurde das Leihgeschäft zu einem dauerhaften Vertrag ausgeweitet.